# Cuarto viaducto ferroviario del Matarraña
El cuarto viaducto ferroviario sobre el río Matarraña fue un puente metálico situado entre Fayón, provincia de Zaragoza y Puebla de Masaluca, provincia de Tarragona, en el punto kilométrico 489,481 de la línea férrea de Madrid a Barcelona. 

## Historia
Apasionante la historia de este paso ferroviario, inaugurado el día 15 de julio de 1894. Uno de los viaductos españoles con un devenir más azaroso fue éste sobre el río Matarraña, en Fayón (Zaragoza), muy cerca de su desembocadura en el Ebro.

### Primera destrucción
La mala fortuna persiguió durante toda su vida útil a esta infraestructura, que sufrió, para empezar, una avalancha el 20 de julio de 1931, con solo treinta y siete años de antigüedad, en el que una enorme roca desprendida del acantilado de casi cuarenta toneladas destrozó la visera del túnel y los dos tableros de la ribera norte, en celosía mixta de sistema Pratt y cruz de San Andrés reforzada con montantes.
En su inmediata reconstrucción para restablecer el servicio que prestaba, se reemplazaron las vigas colapsadas por un tablero provisional asentado en castilletes y se apuntaló el del lado sur, que solo había sufrido daños menores, con otro.
En el transcurso de los dos años siguientes se planificó una reestructuración de toda la obra basándose en dos medidas:
Por un lado se proyectó y ejecutó un adelantamiento notable de la boca sur, un túnel de defensa único en su clase de más de treinta metros de longitud, sobreelevando la bóveda de medio cañón de la galería con una ojiva maciza deflectora capaz de sufrir en el futuro nuevos y eventuales desprendimientos del farallón.
El segundo aspecto fue el replanteo de las vigas, que se cambiaron al más robusto sistema Warren con montantes, en forma de vientre de pez.
Junto al viaducto existió también, hoy sumergidos, otro puente y la carretera antigua de Fayón a la Puebla de Masaluca, hechos volar en 1938 cuando estaban siendo atravesados por una columna de camiones del bando sublevado, que aún se representaban en el mapa topográfico nacional de 1952 (hoja 443 Fabara).

### Segunda destrucción
También durante la Guerra Civil, el batallón de destrucciones número 1 del bando republicano, al mando del Camaradín asturiano, voló controladamente la pila central en la última semana del mes de marzo de 1938, muy probablemente el día 27, coincidiendo con la del cercano puente de Mequinenza, solo cuatro meses antes de la batalla del Ebro (25 de julio al 16 de noviembre de 1938). 
En el marco de las ofensivas habidas en la guerra y de los estragos de las distintas operaciones sobre las vías de comunicación de los respectivos enemigos, es abundante la correspondencia entre los responsables de obras públicas e ingeniería militar con sus autoridades, como manifiestan numerosas comunicaciones conservadas en el Archivo Militar de Ávila.
Inmediatamente, en su consecuencia, por su valor estratégico, fue reconstruido este IV viaducto del Matarraña con la adición de dos castilletes, esta vez de traviesas ferroviarias añadidas poco a poco al tresbolillo por izado hidráulico en un tiempo récord, entre los días 9 de abril al 8 de mayo de 1938 por dos compañías de ingenieros zapadores de la 105.ª División al mando del general Yagüe, en las que estaban integradas las fuerzas marroquíes, apoyadas por un batallón de prisioneros republicanos, ingenieros civiles y vecinos de Fayón.
El túnel, por su parte, se empleó durante semanas de la contienda para el abrigo de trenes-almacén de víveres, sobre todo latas de conservas.
A los fastos de la reinauguración del día 16 de mayo de 1938 asistieron importantes autoridades civiles, militares y eclesiásticas de la región, el gobernador civil de Zaragoza, el obispo de Lérida y los generales Francisco Franco y Juan Yagüe.

## Desmantelamiento definitivo
El final del IV viaducto del Matarraña ocurrió entre 1964 y 1969 con ocasión de la inundación de ambos valles por el taponamiento del embalse de Ribarroja (210 hm³), que precipitó su desmantelamiento y refundición en altos hornos.
El trayecto se reorganizó por una variante que se emplea actualmente por la Puebla de Masaluca.
El acceso actual al túnel está restringido al uso de barca puesto que la boca contraria en condiciones de embalse normales está sumergida por las aguas, como es natural en un segmento de la línea que va en pendiente hacia Cataluña descendiendo de cota.
En época de desembalses puede entrarse al túnel en barca desde el Ebro, muy cerca de la vieja ubicación del pueblo de Fayón, hoy sepultado por el agua. Y en todo momento también con barca y escalada ligera desde la boca ojival del Matarraña.
A unos cien metros al oeste hay también otro túnel peatonal que está en desuso desde la mejora de la carretera y que permitía a los vecinos del Fayón reconstruido en alto acceder por un empinado vallejo (el barranco de Juanito) hasta el Matarraña salvando un peligroso tramo del camino lleno de desprendimientos.
La obra en la actualidad, que se puede avistar desde su estribo sur, propiedad del camping PortMassaluca, nada más entrar en Cataluña por la carretera Z-V-7231 / TV 7231 que une el nuevo pueblo de Fayón con la Puebla de Masaluca, se encuentra en estado de abandono.